# 中国の国道
中国の国道（ちゅうごくのこくどう）は国務院交通運輸部の管轄下にある中国の主要道路で、最近徐々に充実してきた高速道路とともに、中・長距離輸送の幹線となっている。各路線は「G」（「国道」の中国語発音の最初の文字）の字と三桁の数字で例えばG100の様に表示されており、口頭では例えば「一百号国道」のように呼ばれている。G100番台は首都の北京から放射状に出ている国道、G200番台は主に南北に走る国道、G300番台は主に東西に走る国道である。

## 管理
中国の国道は、国務院交通運輸部公路局が計画・管理している。最近徐々に充実してきた高速道路とともに、中・長距離輸送の幹線となっている。

## 主な国道
国道の各路線は「G」（「国道」の中国語発音：拼音: Guodaoの最初の文字）の字と三桁の数字で呼ばれており、G100番台、G200番台、G300番台の3種類がある。国道の道路標識は赤字に白文字で「G101」のように書かれている。

### G100番台の路線
G100番台は、首都の北京から放射状に出ている国道である。ただし、G112国道だけは北京の環状道路である。2008年には天安門広場の前門の少し南に「中国公路零公里」の標識（道路元標）が建てられた。
- G101国道：北京 - 承徳 - 朝陽 - 瀋陽
- G102国道：北京 - 山海関 - 朝陽 - 瀋陽 - 長春 - ハルビン

### G200番台の路線
G200番台は主に南北に走る国道である。
- G201国道：鶴崗 - ジャムス - 通化 - 丹東 - 大連 - 旅順南路経由 - 旅順
- G202国道：黒河 - ハルビン - 吉林市 - 瀋陽 - 大連 - 旅順北路経由 - 旅順

### G300番台の路線
G300番台は主に東西に走る国道である。
- G301国道：綏芬河市 - 牡丹江市 - ハルビン - 大慶 - チチハル - 満洲里市

### G500/600/700番台の路線
G500/600/700番台は主に連絡線国道である。
- G501国道：集賢 -双鴨山 - 宝清 - 密山

### 旧G000シリーズの路線
G000番台はかつて高速道路に割り振られていた。当時は主要幹線高速道路を「五縦七横」として、南北5路線と東西路線7路線を定めていたが、高速道路が発展してきたので、2005年以降は高速道路は新しい路線番号体系「7918網」が採用されておりG000番台は解消された。